# Sumbawa
Sumbawa  az Indonéziához tartozó Kis-Szunda-szigetek egyike. Lombok és Flores szigetek között helyezkedik el. Területe 15 214 km², lakossága 2020-ban 1,56 millió fő volt.
A lakosság trópusi növényeket, rizst, édesburgonyát, szójababot termeszt.
A szigeten két nyelvet beszélnek: a szumbavarézt és a bimát.

## Földrajz
Délen az Indiai-óceán, északnyugaton a Bali-tenger, északkeleten a Flores-tenger határolja. Keleti szomszédai Gili Banta, Komodo, majd távolabb Flores, délkeleti Sumba, nyugati pedig Lombok. Lomboktól az Alas-szoros választja el. Északról a Saleh-öböl nyúlik be a szigetbe, létrehozva a Sanggar-félszigetet északon.
A szigetet számos kisebb sziget veszi körül, közülük a legnagyobb a Moyo-sziget északon és a Sangeang-sziget északkeleten.
Legmagasabb pontja a 2850 méter magas Tambora vulkán a sziget északi részén, a Sanggar-félszigeten, ami maradványa egy sokkal nagyobb tűzhányónak. Utóbbi 1815-ben óriási pusztítást végzett a szigeten: kitörésének 50 ezer ember esett áldozatul, 35 ezren pedig elvándoroltak innen, amely a tambora nép és nyelv eltűnését vonta maga után, így a meghatározó népek már csak a bimák és szumbavézek maradtak.

## Közigazgatás
Sumbawa közigazgatásilag négy kormányzóságra (kabupaten) és egy városra (kota) van felosztva.
| Térkép   | Név                                         | Terület km² | Lakosság (fő, 2005, becslés) | Lakosság (fő, 2010-es népszámlálás) | Lakosság (fő, 2014, becslés) | Székhely      |
| -------- | ------------------------------------------- | ----------- | ---------------------------- | ----------------------------------- | ---------------------------- | ------------- |
|          | Nyugat-Sumbawa kormányzóság (Sumbawa Barat) | 1 636,95    | 91 882                       | 114 754                             | 120 115                      | Taliwang      |
|          | Sumbawa kormányzóság                        | 6 643,98    | 395 166                      | 415 363                             | 434 469                      | Sumbawa Besar |
|          | Dompu kormányzóság                          | 2 321,55    | 201 842                      | 218 984                             | 228 811                      | Dompu         |
|          | Bima kormányzóság                           | 4 389,40    | 407 636                      | 438 522                             | 458 961                      | Woha          |
|          | Bima város                                  | 222,25      | 123 064                      | 142 443                             | 148 984                      | –             |
| Összesen | Összesen                                    | 15 214,13   | 1 219 590                    | 1 330 066                           | 1 391 340                    | –             |

## Fordítás
Ez a szócikk részben vagy egészben  a   Sumbawa című angol Wikipédia-szócikk fordításán alapul.  Az eredeti cikk szerkesztőit annak laptörténete sorolja fel. Ez a jelzés csupán a megfogalmazás eredetét és a szerzői jogokat jelzi, nem szolgál a cikkben szereplő információk forrásmegjelöléseként.